# Epic Games
A Epic Games, anteriormente chamada de Potomac Computer Systems e Epic MegaGames, é uma desenvolvedora norte-americana de jogos eletrônicos e softwares sediada em Cary, Carolina do Norte. Foi fundada em 1991 por Tim Sweeney e originalmente ficava localizada na cidade de Potomac em Maryland. O primeiro jogo desenvolvido pela empresa foi ZZT, lançado ainda em 1991. Além de jogos, a Epic Games é responsável pelo desenvolvimento da Unreal Engine, um motor de jogo comercial e usado em todos os seus títulos, como Fortnite e as séries Unreal, Gears of War e Infinity Blade.

## História

### Sistemas de Computadores Potomac (1991-1992)
A Potomac Computer Systems foi fundada por Tim Sweeney em 1991. Na época, Sweeney estudava engenharia mecânica na Universidade de Maryland. Embora ele morasse em um dormitório localizado em Potomac, Maryland, ele frequentemente visitava seus pais, que moravam na mesma cidade, onde seu computador pessoal, usado para trabalho e lazer, estava fixo. Externamente, Sweeney fundou a Potomac Computer System inspirado na "logística" utilizada por seu irmão, Steve Sweeney, 15 anos mais velho do que Tim. Steve, igualmente a Tim, desenvolveu-se durante a infância em Maryland, mas, após esta fase física, moveu-se para a costa oeste dos Estados Unidos e se estabeleceu em San Diego, apresentando muitos projetos derivados de algumas empresas. Assim, a trajetória de Tim foi amplamente influenciada pelo currículo de Steve, que, em todos os cargos, demonstrava não relevar o fato de ocupar vários trabalhos de determinadas instituições diferentes - "basta usar um terno todos os dias", afirmou o fundador da Epic Games.
Com ênfase nesta ideologia, começou a programar o seu primeiro projeto, ZZT, jogo que orientou-o a definir o nome remetente à publicadora do título, sendo este, Potomac Computer Systems, já que, segundo o proprietário, 'o rio Potomac circundava a área correspondente ao território da Universidade de Maryland'. O nome também refletiu o desejo de Tim quanto à sua pretensão em fundar a companhia, o qual introduzia a sua vontade de fazer consultoria sobre computadores - intenção que não progrediu em virtude de sua análise da dificuldade que, neste cargo, deveria ser uma verdade decorrente. Portanto, o nome não foi direcionado especificamente para a produção de jogos, como ZZT.

### Epic Megagames (1992-1999)
Depois do lançamento de ZZT, Tim conseguia obter aproximadamente cem dólares diariamente, o que equivale a três ou quase quatro cópias adquiridas a cada 24 horas. Portanto, decidiu por tentar manter este rendimento, iniciando a produção de Jill of the Jungle no início de 1992, projeto que buscaria reter o sucesso das engines da Apogee e id Software. Então, procurando tornar a PCS mais abrangente e dar-lhe um rótulo mais 'profissional', atribuiu-a o nome Epic Megagames, pretendendo aplicar nela a aparência de grandiosidade - '"Epic" soava intensamente', segundo Sweeney. Conseguiu, a partir de sua própria opinião, 'fazer frente' em relação à Apogee. Durante o período de auto-denominação Epic MegaGames, a companhia, impulsionada por boa renda originada das vendas de ZZT, publicou novos títulos com a presença de novos desenvolvedores, como Cliff Bleszinski e James Schmalz, envolvidos, respectivamente, nas obras Jazz Jackrabbit e Epic Pinball.
Em meio a um período de adaptação a novas iniciativas, em 1992, a Epic MegaGames ampliou-se em número para cerca de 8 componentes, incluindo, neste momento, o 'surgimento' de Mark Rein, ficando em Toronto, mas trabalhando em vendas, marketing e demais negócios, integrado por Sweeney, buscando, na época, por um parceiro que admnistrasse questões logísticas de forma coerente. Na sua visão, o consultor adequava-se ao cargo que ele não poderia ocupar futuramente. Na mesma temporada, o grupo expandiu-se, ainda com o agregado de Mark, para um conjunto de 20 programadores, artistas, designers de jogos e músicos, introduzindo a adição de mais dois 'pilares' na construção da Epic Megagames, Cliff Bleszinski e James Schmalz, nomes trazidos por Rein, que elaborariam, posteriormente, conteúdo para Jazz Jackrabbit e Epic Pinball, respectivamente.
Dois anos posteriores, por cerca de 1994, introduzia-se um novo projeto, a criação da Unreal - eventualmente atualizada para Unreal Engine -, um motor para jogos de três dimensões, ao qual muitos recursos foram designados. Próximo a este período, também no final de 1994, definia-se os detalhes sobre o suposto aplicativo jogável que barraria o sucesso massivo de DOOM, Unreal, que, apesar de, inicialmente, apresentar o mesmo nome patentiado do motor da produtora, manteve-se chamado e conhecido pelo adjetivo Irreal. Tim, responsável pela fundação direta da então Epic Megagames, depositou esforços na produção de 1995 à 1998. Entre momentos do desenvolvimento do jogo, em 1996, a equipe optou por enraizar-se em Waterloo, fixando a sua sede no Canadá. Porém, a alteração permaneceu ativa por apenas um ano. Após, no início do primeiro semestre de 1998, com os dois projetos pendentes, o time de produtores tinha de canalizar e controlar as limitações. Convenientemente, em 22 de maio de 1998, com os dois programas finalizados, lançou-se Unreal; o motor UE serviu como base para o lançamento do jogo. Encaixava-se no gênero FPS. No aspecto contextual, a obra retrata a trajetória de um prisioneiro deixado num mundo alienígena que tem de lidar para com o desenvolvimento de uma guerra interplanetária. O título simbolizava, para a equipe da então pequena Epic Megagames, uma demonstração consistente do desempenho de sua engine, oferecida publicamente a partir do mesmo ano, esta, por sua vez, integrando boa inteligência artificial e perspectiva de visibilidade à demais qualidades, como detector de colisão e sensor de renderização melhorados.
Dentre as conveniências da engine, encontravam-se vantagens na orientação do áudio e da iluminação, com, ainda, outros recursos audiovisuais aprimorados. É considerado, em maioria, pela crítica mundial, como uma aplicação de alta qualidade geral, criando uma consistente disputa com o motor Quake II, pertencente à id Software, pois a proposta do produto, desde o princípio, é oferecer pacotes distintos com diferentes recursos para diversos patamares de desenvolvedores, autodidatas ou não.[carece de fontes?] O principal atrativo do aplicativo se mostrava presente na linguagem de programação UnrealScript e contia princípios similares aos expostos nas linguagens Java e C++. A sintaxe é 'extremamente fácil de pegar', segundo a própria Epic Games, fator que impactou muito nas aquisições.
Ainda, igualmente em 1998, disponibilizou-se o uso do Unreal Ed, um editor de modelagens de níveis, facilitando intensamente a inclusão de formas geométricas solidamente definidas. Este recurso foi atribuído, também, posteriormente, ao projeto 'Unreal Tournament', instituído e lançado oficialmente em 1999 com o primeiro título da série de mesmo nome, mostrando as densas qualidades gerais do desempenho da engine. Como resultado do sucesso de Unreal Tournament, depois de seu lançamento, a empresa teve de buscar por um escritório mais 'formal', visando sanar as necessidades de profissionalização da instituição. Obtiveram um recinto de Cary, Carolina do Norte como resposta à procura.

### Epic Games (1999-presente)
Próximo ao período de divulgação do sucessor de Unreal, em março de 1999, a então EpicMegagames mudou, definitivamente, seu nome patentiado para Epic Games, reduzindo a locução.
Em 2004, a Epic Games fundiu-se com a empresa de Michael Capps, então CEO da Scion Studios. Partindo deste período, Capps assumiu a liderança da presidência da instituição de Sweeney, permanecendo no cargo indefinidamente. O seu mandato integrou mais maturidade ao estúdio.

## Unreal Tournament
No contexto do título e do predecessor - Unreal -, os exércitos da Terra e os United Aligned Worlds estabelecem um conflito com um império externo, em virtude da fuga de um prisioneiro e de sua rainha, partindo da Terra e eventualmente atingindo território impróprio. Com isso, os confrontos extraplanetários tendiam a estender-se e requisitavam mais custos, fazendo com que o atual Governo da Nova Terra necessitasse criar alocações colônicas, para, além de expandir os domínios, fixar recintos de mineração de asteróides. No entanto, com condições limitadas e remunerações baixas, os mineradores rebelaram-se. Assim, inevitavelmente, acabou-se por legalizar-se o 'assassinato consensual', o que atraiu a vista da Liandri Mining Corporation, uma pequena empresa de mineração. Esta, então, canalizando as agressões e tornando-as 'esportivas', e, desta forma, incentivando a criação de uma liga profissional. Cada membro participante do evento tem uma empresa parceira, à qual são destinadas frações das recompensas recebidas pelo(s) integrante(s) do time correspondente. O jogo ganhou, quase que unanimemente, o título de Jogo do Ano de 1999.
Inicialmente, Unreal Tournament representaria o conteúdo de um pacote de expansão (DLC) de Unreal, mas, ao decorrer dos períodos, evidenciou-se que seria árduo completá-lo e, por lados técnicos, praticamente inviável, pois as atualizações de gráficos iriam ser muito essenciais.

## Aquisições
Em 2008, a Epic adquiriu a Chair Entertainment de Utah, desenvolvedora de Undertow.
A Epic anunciou em outubro de 2018 que havia adquirido 1.25 bilhões no investimento de sete empresas: KKR, ICONIQ Capital, Smash Ventures, aXiomatic, Vulcan Capital, Kleiner Perkins, e Lightspeed Venture Partners. As empresas se juntam à Tencent, Disney e Endeavor como acionistas minoritários da Epic.
Além de expandir o suporte para Fortnite e a Epic Games Store, esses investimentos permitiram que a Epic adquirir empresas adicionais. Em janeiro de 2018, foi anunciado que a Epic havia adquirido Cloudgine, um desenvolvedor de software de jogos baseado em nuvem. A Agog desenvolveu o SkookumScript, uma plataforma para roteirizar eventos em videogames; no anúncio desta aquisição, Agog afirmou que interromperá o desenvolvimento do SkookumScript para trabalhar mais no suporte a scripts do Unreal Engine.
A Epic adquiriu a Psyonix, desenvolvedora de Rocket League, em maio de 2019. A Epic e a Psyonix tiveram um história passada, já que a Psyonix foi originalmente fundada a poucos quilômetros da sede da Epic e contribuiu para o "Unreal Tournament" da Epic. A Epic adquiriu a Life on Air, os desenvolvedores por trás de Houseparty, um serviço de rede social, em junho de 2019. Os termos monetários da aquisição não foram divulgados.
Em novembro de 2019, a Epic adquiriu a Quixel, a maior biblioteca de ativos de fotogrametria do mundo, que produz modelos 3D de objetos baseados em fotografia de alta definição do mundo real. Epic planeja abrir a biblioteca existente da Quixel de modelos para usuários do Unreal Engine, enquanto a equipe da Quixel continuará a construir seu ativos dentro da Epic. A empresa adquiriu a Cubic Motion, um estúdio que fornece tratamentos faciais digitais altamente detalhados animações para filmes e videogames, em março de 2020.
A Epic adquiriu a SuperAwesome, uma empresa que desenvolveu serviços para apoiar jogos e serviços seguros para crianças em todo o mundo games, em setembro de 2020, para incorporar mais esses elementos ao portfólio da Epic e para oferecer a outros desenvolvedores, especialmente para jogos construídos em torno da visão da Epic de jogos de metaverso.
A Epic adquiriu a empresa de animação facial digital Hyprsense em novembro de 2020.
Em janeiro de 2021, a Epic adquiriu a RAD Game Tools, uma empresa que fabrica uma variedade de soluções de middleware para desenvolvimento de videogames que a Epic planeja incorporar ao Unreal Engine. As ferramentas da RAD continuarão disponíveis fora da Unreal também.
Em março de 2021, a Epic anunciou que estava adquirindo o Tonic Games Group, que inclui desenvolvedores Mediatonic e Fortitude Games. Fall Guys da Mediatonic, um grande sucesso em 2020, permaneceria disponível no Steam enquanto a Epic ajudar a trazê-lo para plataformas adicionais. A compra da Tonic Games Group pela Epic se enquadra nos planos mais amplos da empresa de criar seu próprio metaverso. Além disso, em março, a Epic adquiriu a Capturing Reality, os desenvolvedores de RealityCapture, conjunto de fotogrametria que pode criar modelos 3D a partir de inúmeras fotografias. Epic planeja integrar o RealityCapture no Unreal Engine.
A Epic Games adquiriu o ArtStation, um mercado de artistas profissionais, em abril de 2021. Como parte da aquisição, Os membros do ArtStation teriam acesso às ferramentas e suporte da Epic, como o Unreal Engine, enquanto o ArtStation marketplace reduzirá sua participação nas compras de 30% para 12%. Em julho de 2021, a Epic adquiriu o Sketchfab, um mercado para modelos 3D. Assim como no ArtStation, a aquisição permitiu Sketchfab para reduzir sua estrutura de preços, reduzindo seu corte de receita em compras para 12% e tornando seu nível de associação Sketchfab Plus gratuito.
Em novembro de 2021, a Epic Games adquiriu a Harmonix, uma desenvolvedora de jogos musicais, por termos não revelados. A Harmonix continuará a oferecer suporte a seus jogos existentes, incluindo Rock Band 4 e Fuser e ajudará a Epic a expandir as experiências musicais e a jogabilidade dentro de Fortnite e a maior planos do metaverso.
A Epic adquiriu a plataforma de música indie Bandcamp em março de 2022. Espera-se que o Bandcamp permaneça independente operado pela Epic, mas obterá os benefícios dos serviços de back-end da Epic.
A Epic Games, anunciou em abril de 2023 a aquisição da Aquiris, estúdio brasileiro fundado em 2007 responsável pela criação da franquia Horizon Chase. A Epic já havia investido na Aquiris no ano anterior e, após a aquisição, a empresa passou a ser chamada de Epic Games Brasil.

## Subsidiárias e divisões

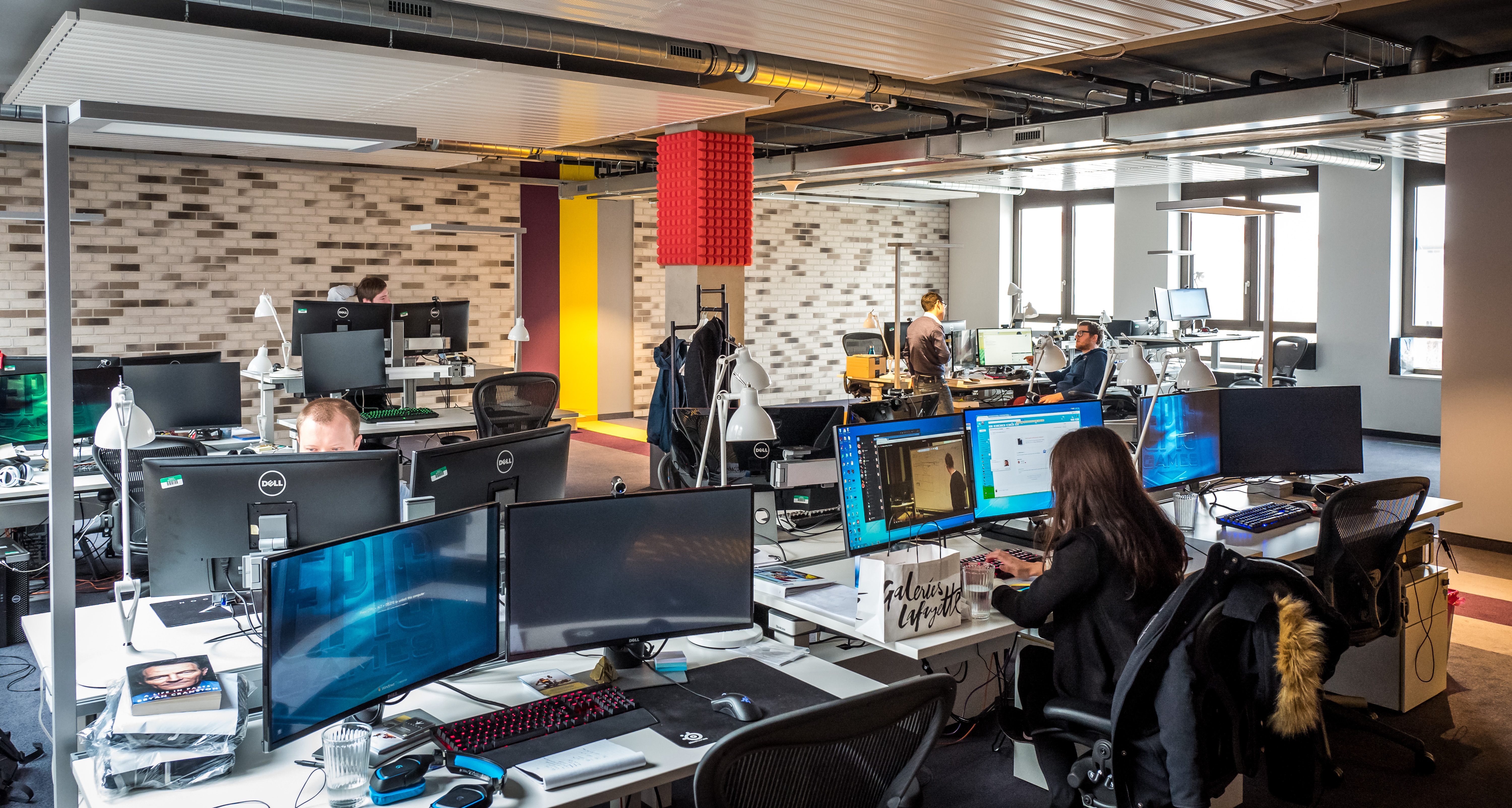
Por dentro da Epic Games Berlim, 2017

| Nome                             | Atividade                             | Localização                          | Fundada | Adquirido            | Ref.                 |
| -------------------------------- | ------------------------------------- | ------------------------------------ | ------- | -------------------- | -------------------- |
| 3Lateral                         | Digitalização de captura de movimento | Novi Sad, Sérvia                     | 2008    | 2019                 |                      |
| Agog Labs                        | Motores de script de jogos            | Vancouver, Canadá                    | 2013    | 2019                 | [ 16 ]               |
| ArtStation                       | Mercado de artistas profissionais     | Montreal, Canadá                     | 2014    | 2021                 | [ 30 ]               |
| Bandcamp                         | Distribuição de música                | Oakland, Estados Unidos              | 2008    | 2022                 | [ 34 ]               |
| Capturing Reality                | Fotogrametria software                | Bratislava, Eslováquia               | 2015    | 2021                 | [ 29 ]               |
| Chair Entertainment              | Desenvolvimento de videogame          | Salt Lake City, Estados Unidos       | 2005    | 2008                 | [ 11 ] [ 12 ]        |
| Cloudgine                        | Tecnologia de jogos baseada em nuvem  | Edinburgh, Escócia                   | 2012    | 2018                 | [ 15 ]               |
| Cubic Motion                     | Animação facial                       | Manchester, Inglaterra               | 2009    | 2020                 | [ 22 ]               |
| Epic Games Brasil                | Desenvolvimento de videogame          | Porto Alegre, Brasil                 | 2007    | 2023                 | [ 36 ]               |
| Epic Games Berlin                | Desenvolvimento de videogame          | Berlin, Alemanha                     | 2016    | —                    | [ 37 ] [ 38 ]        |
| Epic Games China                 | Desenvolvimento de videogame          | Shanghai, China                      | 2006    | —                    | [ 39 ]               |
| Epic Games Cologne               | Desenvolvimento de videogame          | Cologne, Alemanha                    | 2019    | —                    | [ 40 ]               |
| Epic Games Japan                 | Desenvolvimento de videogame          | Yokohama, Japão                      | 2010    | —                    | [ 41 ] [ 42 ] [ 43 ] |
| Epic Games Korea                 | Desenvolvimento de videogame          | Seoul, Coreia do Sul                 | 2009    | —                    | [ 44 ] [ 45 ]        |
| Epic Games Montreal              | Desenvolvimento de videogame          | Montreal, Canada                     | 2018    | —                    | [ 46 ]               |
| Epic Games New Zealand/Australia | Desenvolvimento de videogame          | Burwood, Austrália                   | 2018    | —                    | [ 47 ]               |
| Epic Games Publishing            | Publicação de videogame               | —                                    | 2020    | —                    | [ 48 ]               |
| Epic Games Seattle               | Desenvolvimento de videogame          | Bellevue, Estados Unidos             | 2012    | —                    | [ 49 ] [ 50 ] [ 51 ] |
| Epic Games Stockholm             | Desenvolvimento de videogame          | Stockholm, Suécia                    | 2018    | —                    | [ 52 ]               |
| Epic Games UK                    | Desenvolvimento de videogame          | Sunderland, Inglaterra               | 2014    | [ 53 ] [ 54 ] [ 55 ] |                      |
| Harmonix                         | Desenvolvedor de jogos musicais       | Boston, Massachusetts                | 1995    | 2021                 | [ 32 ]               |
| Hyprsense                        | Animação facial                       | Burlingame, Califórnia               | 2015    | 2020                 | [ 25 ]               |
| Kamu                             | Software anti-fraude                  | Helsinki, Finlândia                  | 2013    | 2018                 | [ 56 ]               |
| Life on Air                      | Desenvolvimento de aplicativos móveis | San Francisco, Estados Unidos        | 2012    | 2019                 | [ 19 ]               |
| Psyonix                          | Desenvolvimento de videogame          | San Diego, Estados Unidos            | 2000    | 2019                 | [ 17 ] [ 18 ]        |
| Quixel                           | Fotogrametria recursos                | Uppsala, Suécia                      | 2011    | 2019                 | [ 20 ] [ 21 ]        |
| RAD Game Tools                   | Middleware                            | Kirkland, Washington, Estados Unidos | 1988    | 2021                 | [ 26 ]               |
| Sketchfab                        | mercado de modelos 3D                 | Paris, França                        | 2012    | 2021                 | [ 31 ]               |
| SuperAwesome                     | Serviços seguros para crianças        | Londres, Inglaterra                  | 2013    | 2020                 | [ 23 ]               |
| Mediatonic, Tonic Games Group    | Desenvolvimento de videogame          | Londres, Inglaterra                  | 2005    | 2021                 | [ 27 ]               |

### Antigo
| Nome                                | Localização               | Fundada | Adquirido | Alienado | Destino                    | Ref.   |
| ----------------------------------- | ------------------------- | ------- | --------- | -------- | -------------------------- | ------ |
| Impossible Studios                  | Baltimore, Estados Unidos | 2012    | —         | 2013     | Encerrada                  | [ 57 ] |
| People Can Fly (Epic Games Polônia) | Varsóvia, Polônia         | 2002    | 2012      | 2015     | Vendido para administração | [ 58 ] |

## Questões legais

### Litígio com Silicon Knights
Em 19 de julho de 2007, o estúdio de jogos canadense Silicon Knights processou a Epic Games por não "fornecer um jogo funcional engine", fazendo com que o desenvolvedor de jogos com sede em Ontário "tivesse perdas consideráveis". O processo alegou que a Epic Games estava "sabotando" os licenciados do Unreal Engine 3. Licenciamento da Epic documento afirmava que uma versão de trabalho do motor estaria disponível dentro de seis meses de os kits de desenvolvedor do Xbox 360 sendo lançados. A Silicon Knights afirmou que a Epic não apenas perdeu isso prazo, mas que quando uma versão funcional do motor foi finalmente lançada, a documentação foi insuficiente. O estúdio do jogo também alegou que a Epic havia retido informações vitais melhorias no mecanismo de jogo, alegando que eram específicas do jogo, enquanto também usavam o licenciamento taxas para financiar o desenvolvimento de seus próprios títulos em vez do próprio motor.